# سيرجيو مونيوث (لاعب جمباز فني)
سيرجيو مونيوث (بالإسبانية: Sergio Muñoz) هو لاعب جمباز فني إسباني، ولد في 30 أغسطس 1989 في سريا في إسبانيا.

## وصلات خارجية
- سيرجيو مونيوث على موقع الاتحاد الدولي للجمباز (biography) (الإنجليزية)
- سيرجيو مونيوث على موقع اللجنة الأولمبية الدولية (الإنجليزية)
- سيرجيو مونيوث على موقع أوليمبيديا (الإنجليزية)